# Дом Штубрина (Минск)

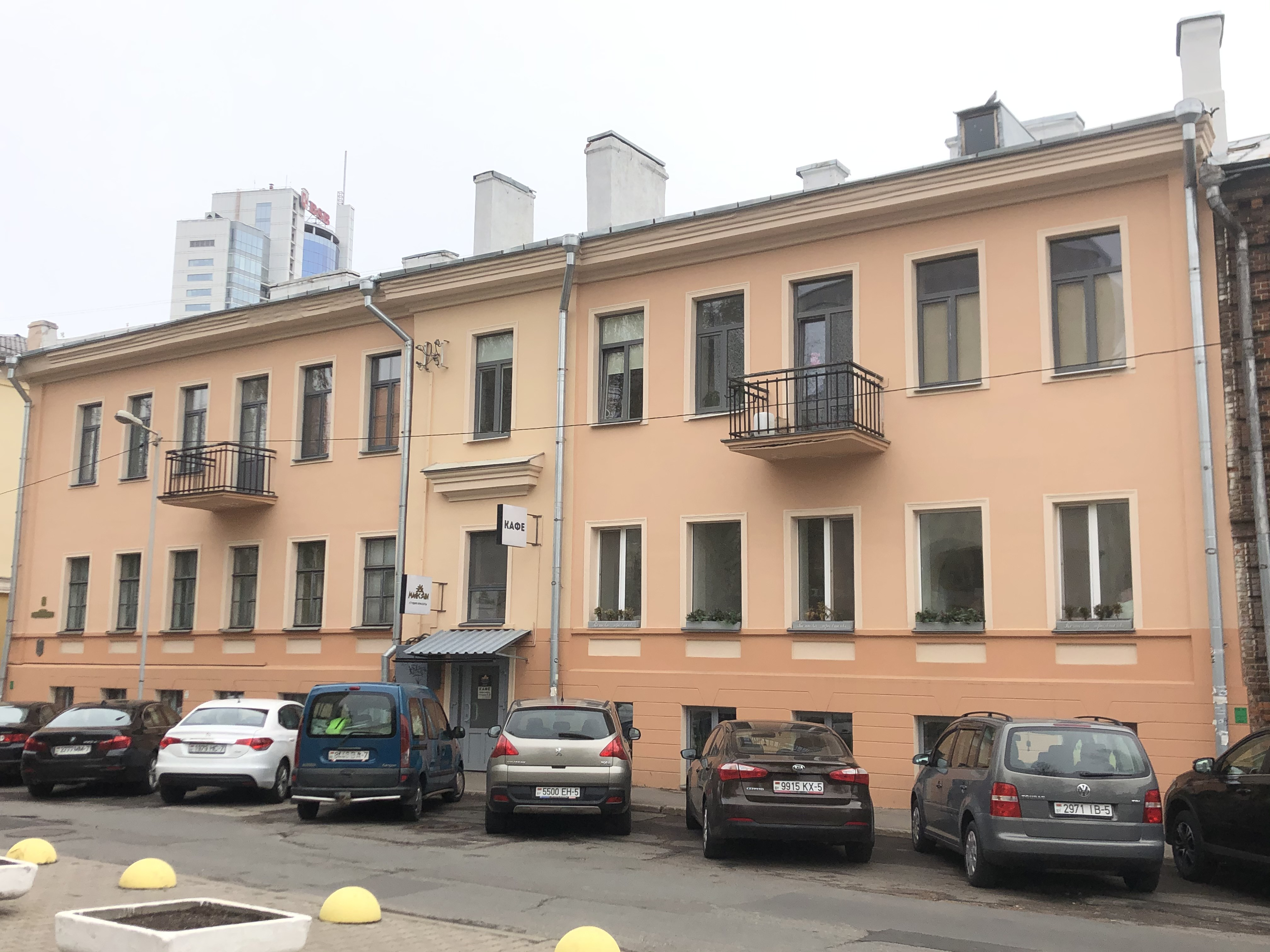
фасад

Дом Штубрина — бывший доходный дом в Раковском предместье Минска, расположен на улице Освобождения (белор. вуліца Вызвалення) 11, историко-культурная ценность регионального значения.

## История
Доходный дом Давида Беркова Штубрина был построен в 1899 году. Старый адрес — Воскресенская 23. Часть помещений сдавалась под квартиры. Согласно архивному делу о проектировании здания, датированном 2 марта 1898 года, говорится о том, что мещанин Давид Берков Штубрин просит у Минской городской управы разрешение на строительство дома. Вот цитата из прошения: «Желая построить каменный двухэтажный дом, обозначенный на плане под литерой А, и отхожее место под литерой В на плаце моем, состоящем во 2-й части губернского города Минска при Воскресенской улице, и представляя при семъ план <…> честь имею покорнейше просить Городскую управу такие постройки мне разрешить, а по разрешении утвержденный план выдать Лейзеру Лившицу, которому доверяю и подачу сего прошения».
Уже 5 марта Городская управа дает распоряжение проверить предоставленный Штубриным план в натуре на местности, а 17 марта 1898 года сообщает ему о том, что разрешает ему стройку. «Разрешить домовладельцу мещанину Давиду Беркову Штубрину постройку каменного двухэтажного дома, означенного на плане литерой А <…> и постройку каменного отхожего места под литерой В».
Разрешение на это строительство имело несколько условий. Во-первых, отвод места под постройку должен был состояться при участии инженера (фамилия неразборчиво) и полицейского чиновника. Во-вторых, каменная постройка должна быть покрыта железом, в-третьих, лестницы в двухэтажном каменном доме должны быть каменные, с покрытыми огнеупорным материалом ступенями <…>, в-четвертых, чтобы никаких выступов и уступов не было из дверей на тротуар улицы. Здесь же есть указание насчет отхожего места, устройство которого должно соответствовать постановлению Городской думы и указанию санитарного врача.

Судьба дома после революции 1917 года, туманна. Вполне вероятно, что его не миновала политика избавления от частной собственности и квартиры перешли в разряд коммуналок. Во время войны дом был частично разрушен, дом восстанавливали работники табачной фабрики, которая тут же и находилась в цокольном этаже, Рабочие здесь же и жили в коммуналках. Полноценные квартиры с балкончиками были лишь у руководства фабрики.

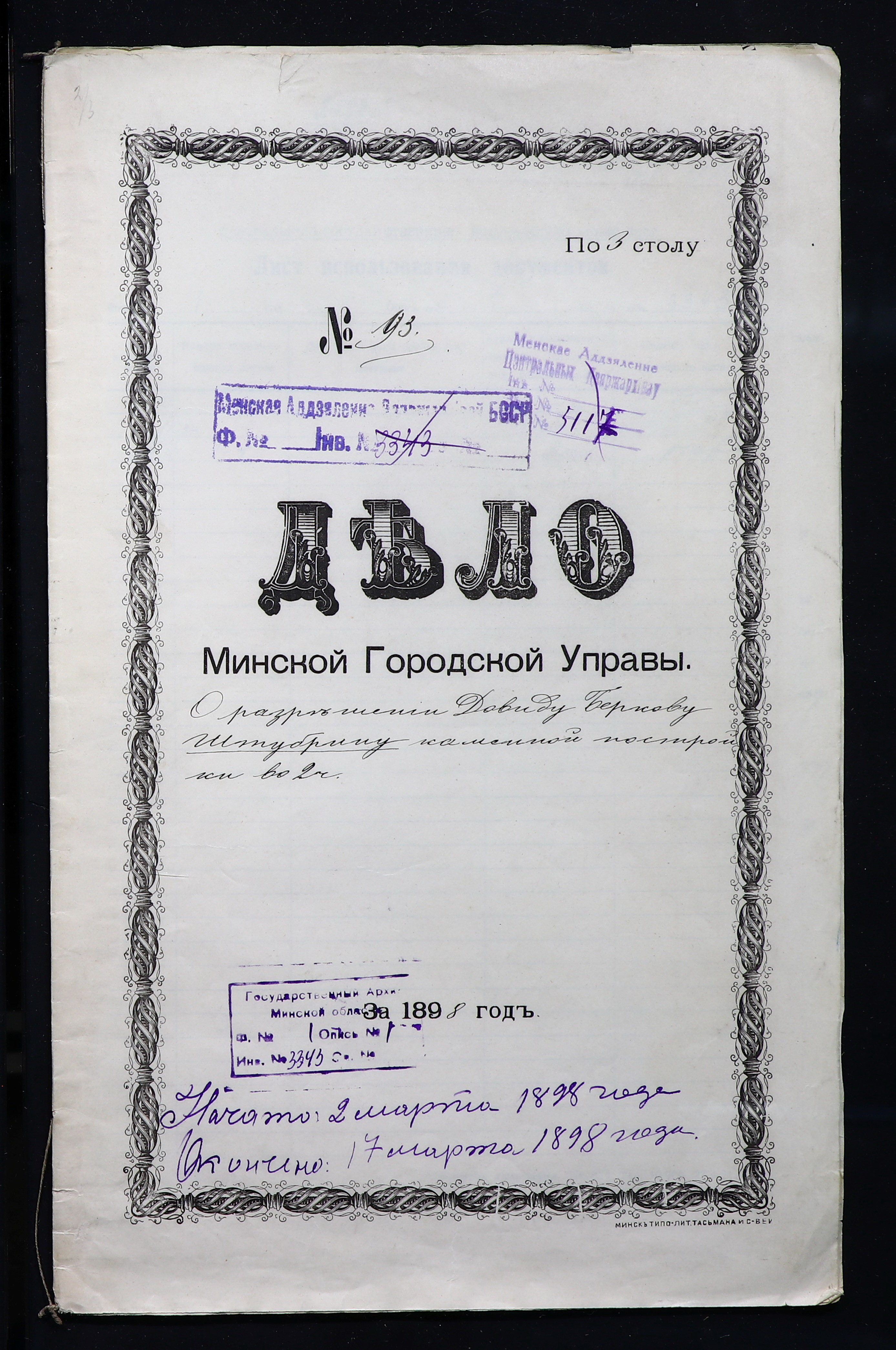
стр 1
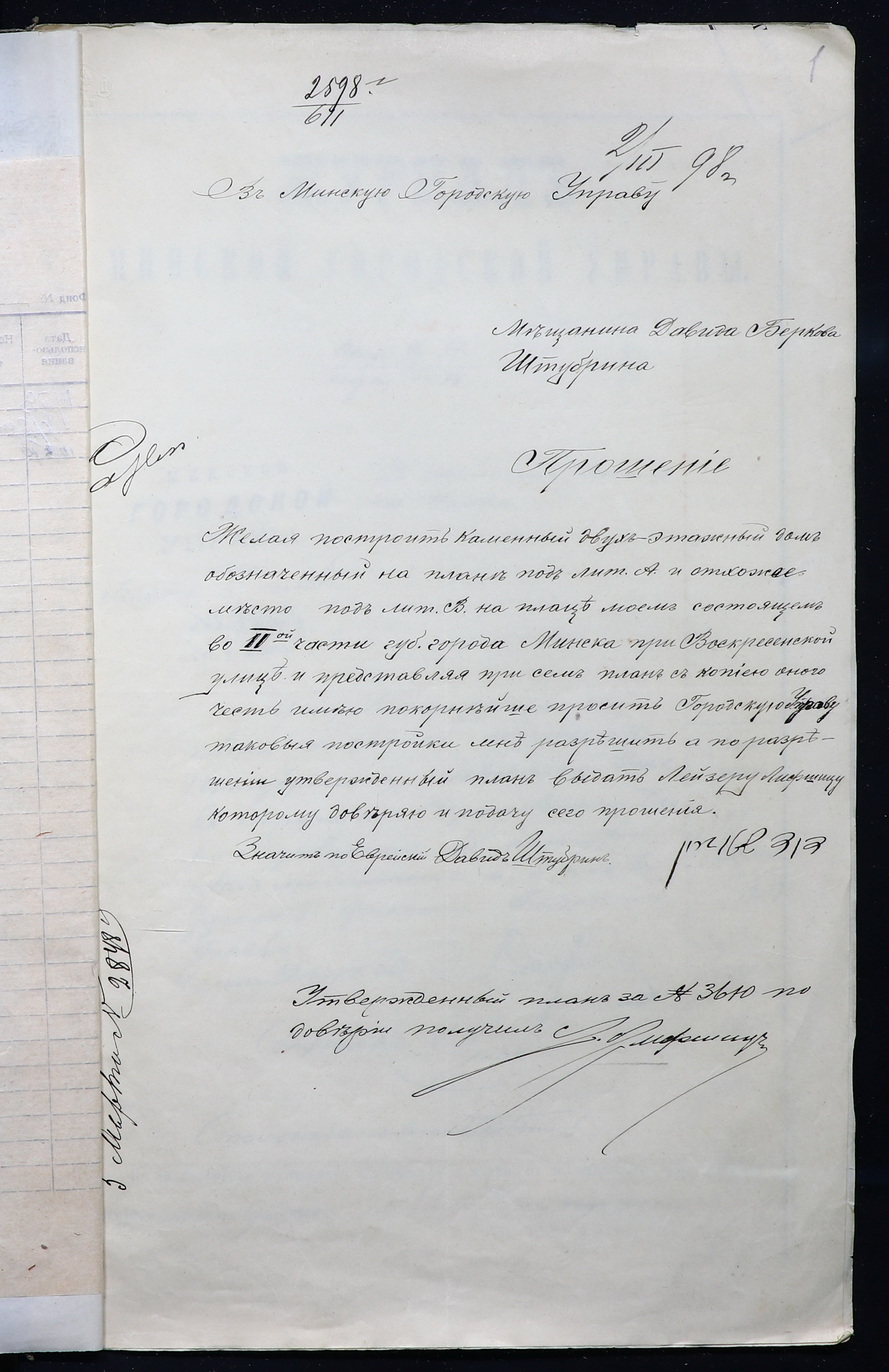
стр 2
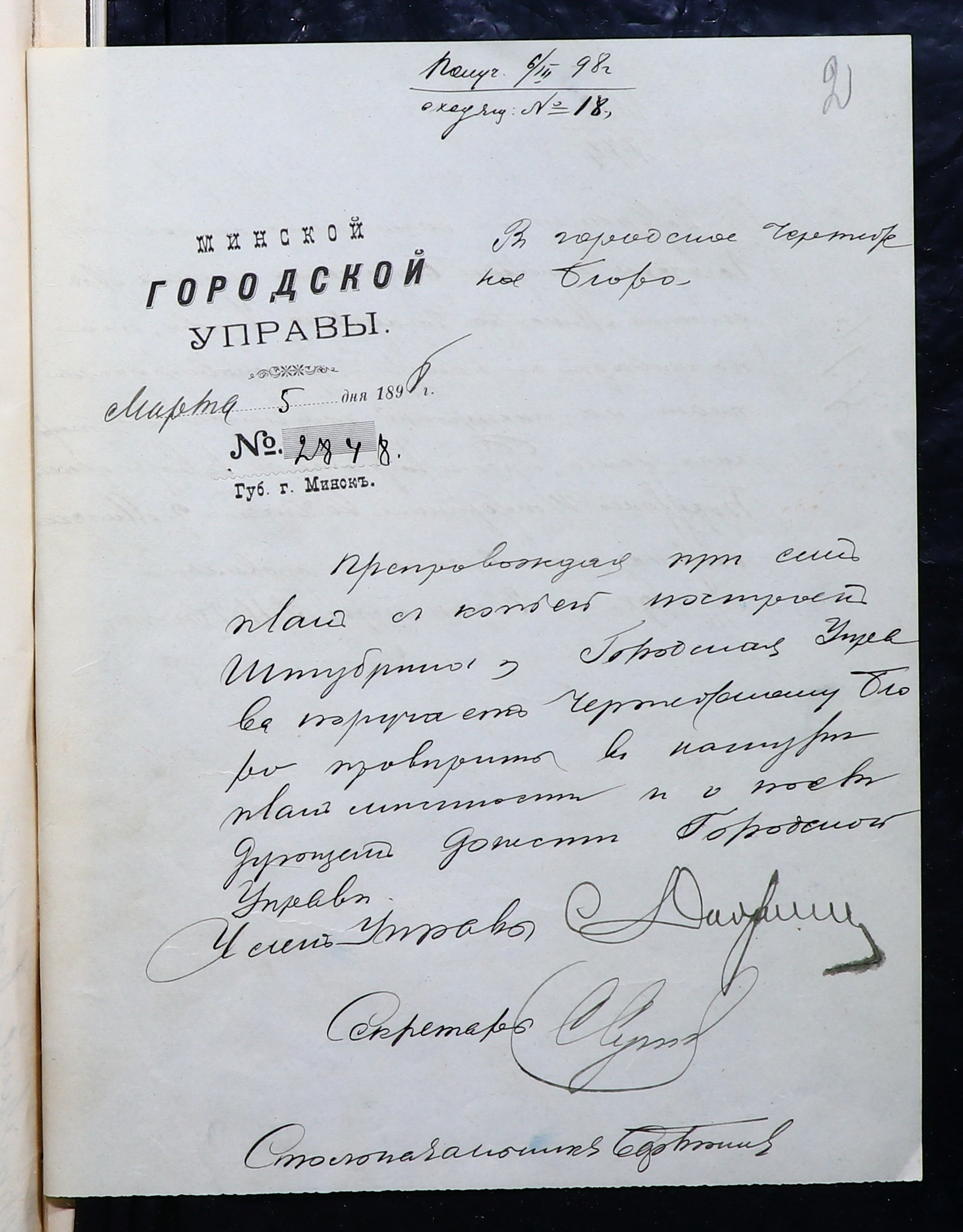
стр 3
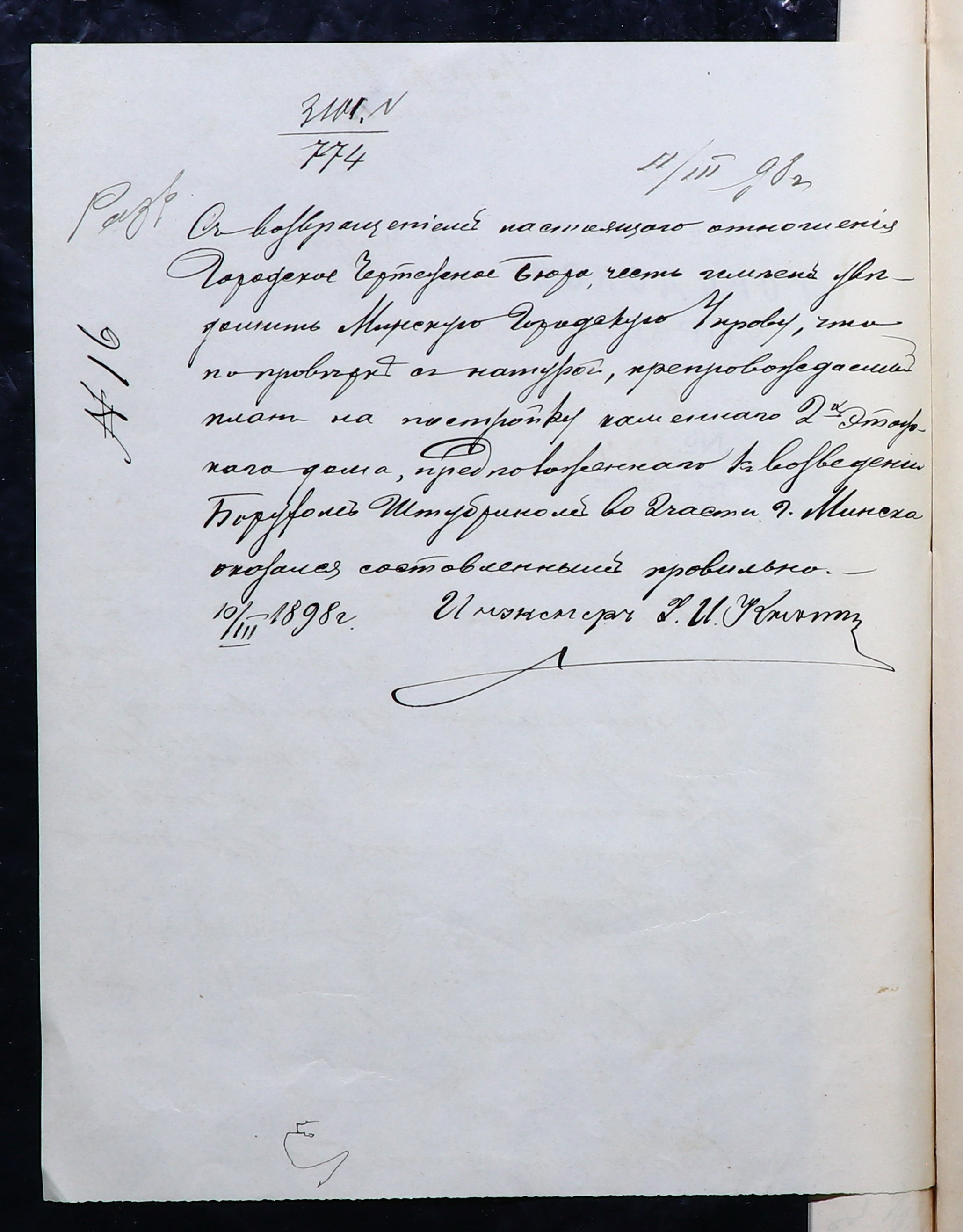
стр 4
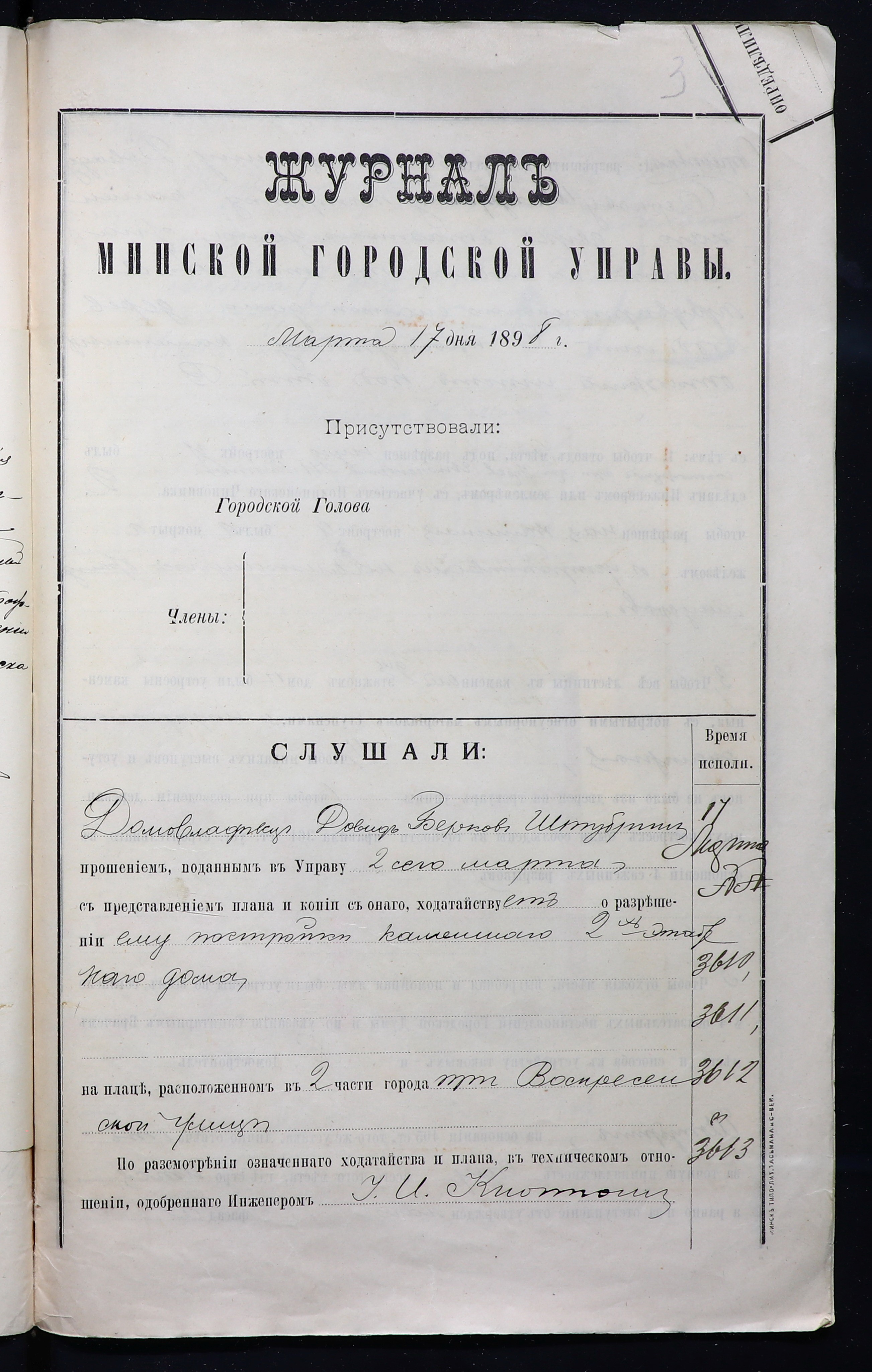
стр 5
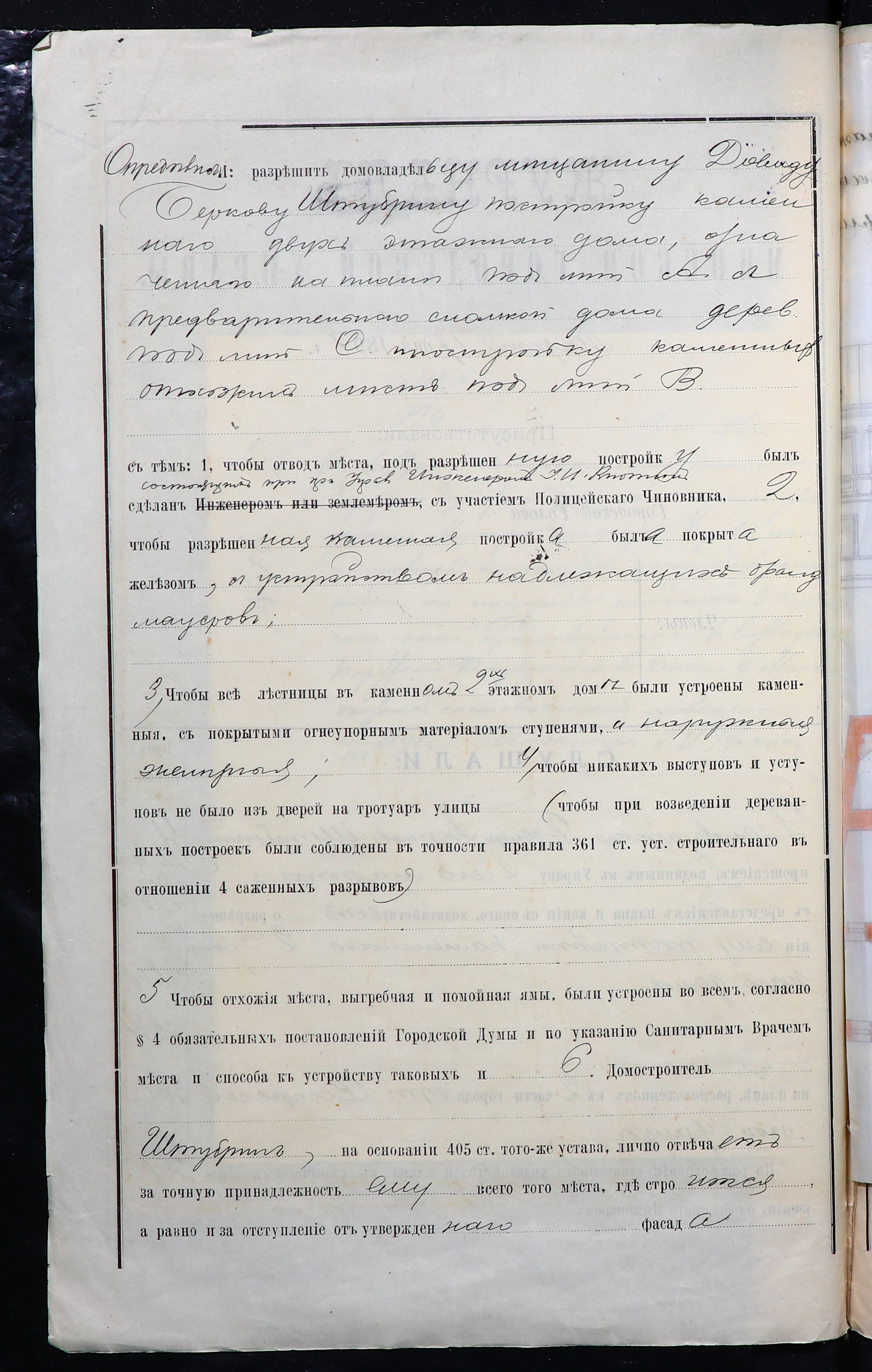
стр 6
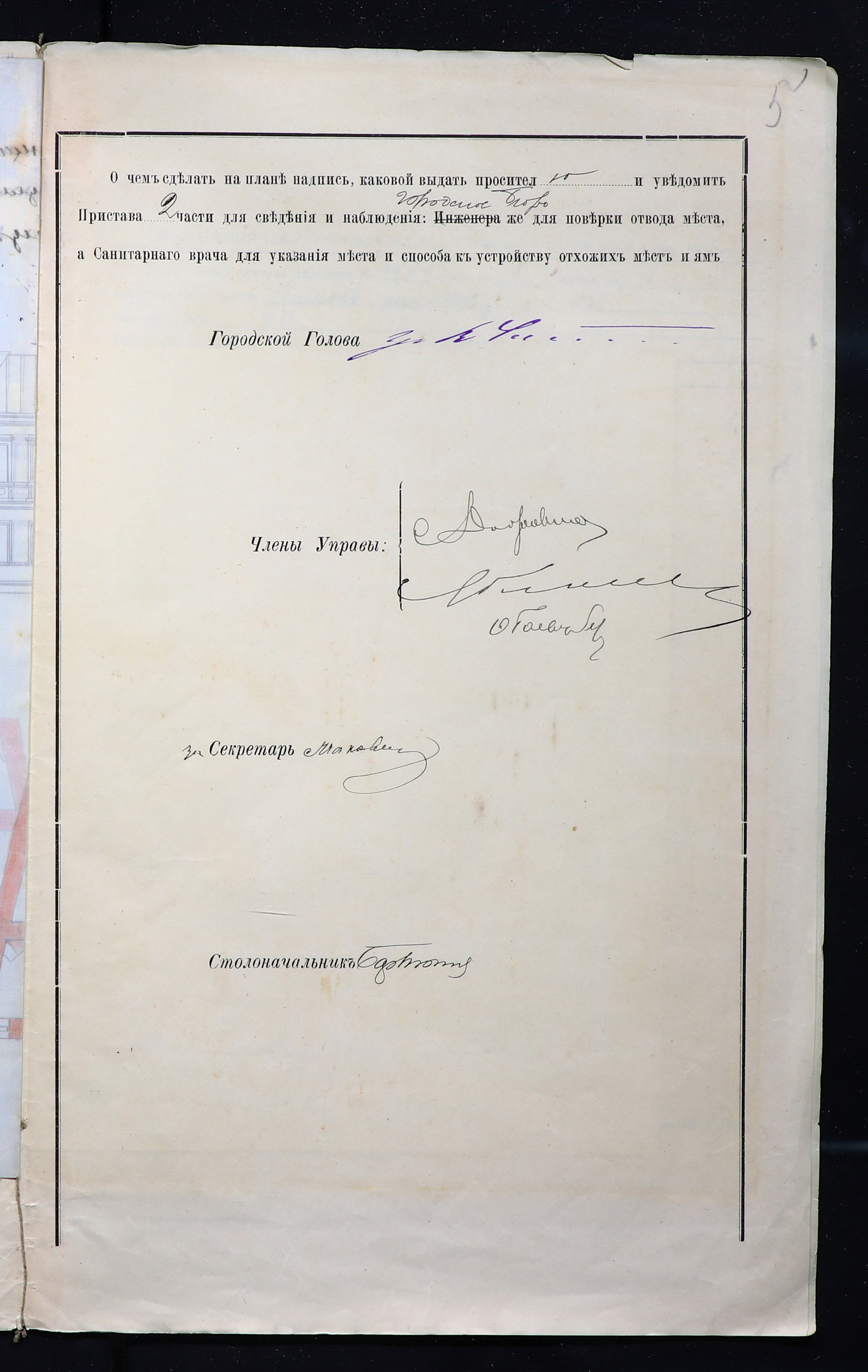
стр 7
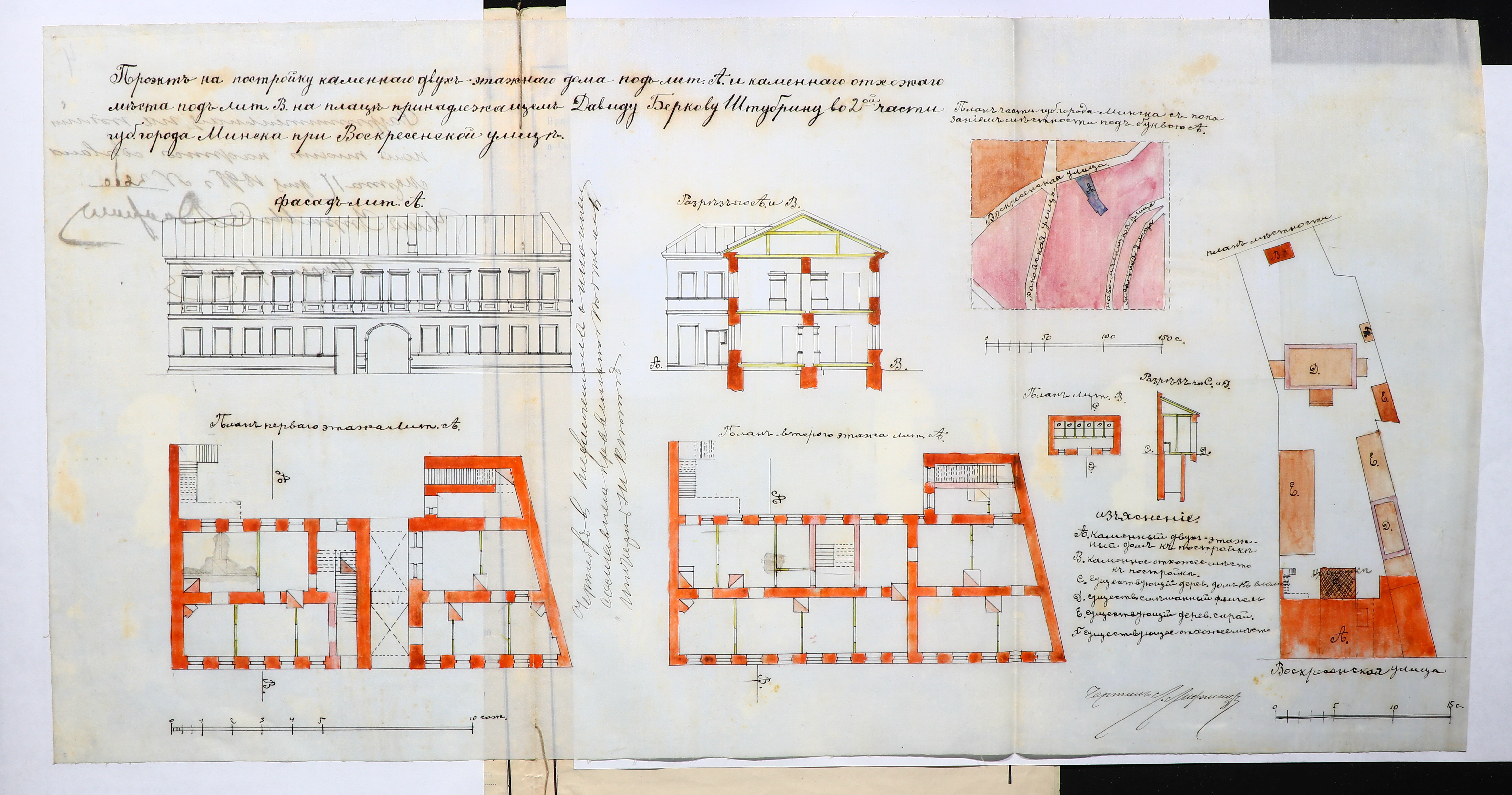
проект стр 8

## Описание
Двухэтажный кирпичный дом с цоколем, конца XIX века. Центральная часть симметричного фасада выделена неглубоким ризалитом. Под оконными проёмами второго этажа размещены прямоугольные ниши. На втором этаже есть два балкона. Исторически по центру фасада дома была проездная арка, теперь на этом месте вход в подъезд. Во время Великой
Отечественной войны дом пострадал, при восстановлении была изменена внутренняя планировка, а вот фасад с улицы и дымоходы сохранились до сих пор почти в первоначальном виде.

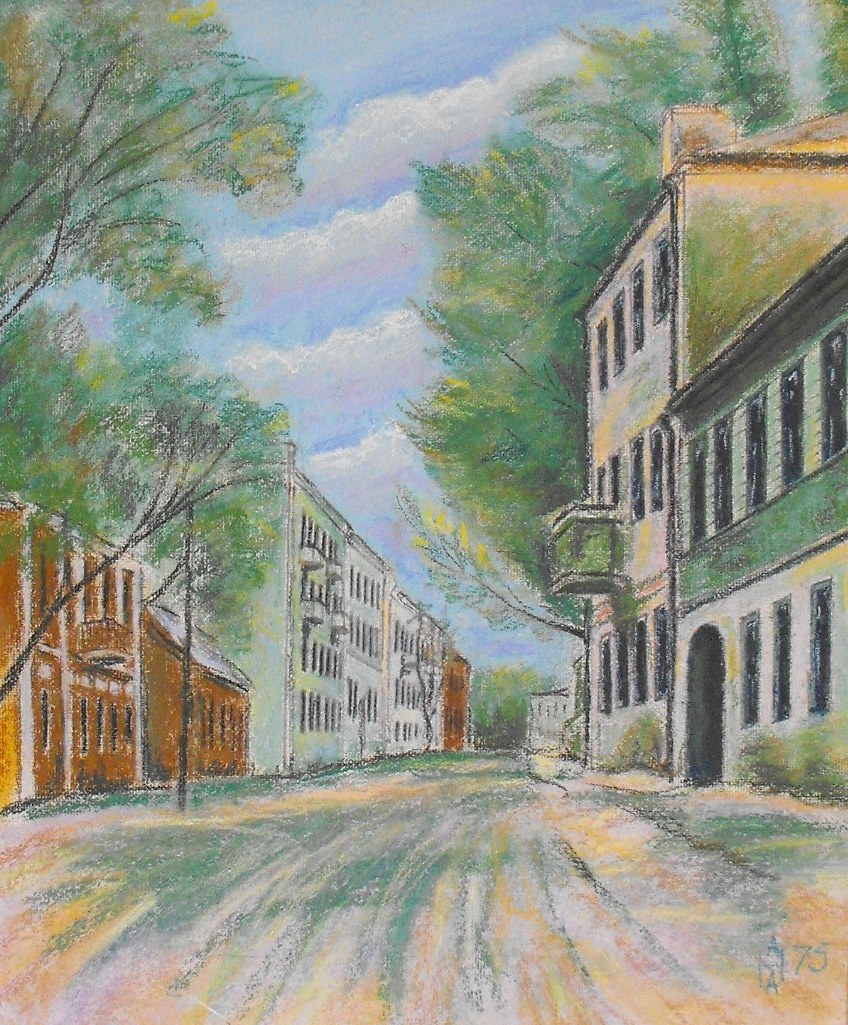

## Источник
- Дело Минской городской управы 1898 года, Национальный исторический архив Беларуси ; Справочник "Весь Минск, или Спутник по Минску, изданный Яхимовичем в 1911 году.
- Збор помнікаў гісторыі і культуры Беларусі. — Мн.: Беларуская савецкая энцыклапедыя, 1986—1988
- С. В. Марцелеў (гал. рэд). Збор помнікаў гісторыі і культуры Беларусі. Мінск. — Мінск: Беларуская савецкая энцыклапедыя, 1988. — С. 63. — 333 с. — (Збор помнікаў гісторыі і культуры Беларусі). — 8000 экз. — ISBN 5-85700-006-8.